# Chahar-Operation
Die Chahar-Operation (japanisch チャハル作戦 Chaharu sakusen, chinesisch 平綏鐵路沿線作戰, Pinyin píngsuítiělù yánxiàn zuòzhàn), vom 8. bis 27. August 1937 war ein militärisches Unternehmen in der Anfangsphase des zweiten Japanisch-Chinesischen Kriegs. Die japanische Offensive fand in der Provinz Suiyuan (Chahar) zwischen Kalgan und Nankou statt und wurde durch Teile der Kwantung-Armee durchgeführt. Die chinesischen Truppen standen unter dem Kommando des Kuomintang-Generals Tang Enbo. Das wechselhafte Unternehmen verlief für die japanische Seite erfolgreich und wurde in einer zweiten Phase bis zum 17. Oktober 1937 fortgesetzt.                                                       
1937–1939

Marco-Polo-Brücke – Peking-Tianjin – Chahar – Shanghai (Sihang-Lagerhaus) – Peking-Hankou-Eisenbahn – Tianjin-Pukou-Eisenbahn – Taiyuan (Pingxingguan, Xinkou) – Nanking – Xuzhou (Tai’erzhuang) – Henan – Lanfeng – Amoy – Überflutung des Gelben Flusses – Wuhan (Wanjialing) – Canton – Hainan – Nanchang – (Xiushui) – Chongqing – Suixian-Zaoyang – (Shantou) – Changsha (1939) – Süd-Guangxi – Winteroffensive (Kunlun-Pass) – (Wuyuan)
1940–1942

Zaoyang-Yichang – Hundert Regimenter – Zentral-Hubei – Süd-Henan – West-Hebei – Shanggao – Shanxi – Changsha (1941) – Changsha (1942) – Yunnan-Burma-Straße – Zhejiang-Jiangxi – Sichuan
1943–1945

West-Hubei – Nord-Burma und West-Yunnan – Changde – Ichi-gō – Henan – Changsha (1944) – Guilin–Liuzhou – West-Henan und Nord-Hubei – West-Hunan – Guangxi (1945) – Mandschukuo (1945)

## Vorgeschichte
Ende Juli des Jahres 1937 verloren die nationalchinesischen Truppen in der Schlacht um Peking-Tianjin die Städte Tianjin und Peiping an das aus der Mandschurei (Mandschukuo) angreifende japanische Invasionsheer. Die Japaner zogen eine große Truppenmacht zusammen, um die verbündeten Truppen des Prinzen Teh Wang in der Inneren Mongolei zu verstärken. Dies ließ dem chinesischen Gouverneur von Shanxi, General Yan Xishan glauben, dass eine japanische Invasion in seiner Provinz unmittelbar bevorstand. Er flog nach Nanjing, um dem Präsidenten Chiang Kai-shek die gefährliche Situation zu schildern. Yan wurde zum Kommandeur der 2. Militär-Region ernannt, welche die Streitkräfte von Shanxi, Suiyuan, Chahar und Nord-Shanxi umfassten. Chiang Kai-shek sandte General Tang Enbo mit dem 13. und 17. Korps von der Zentralarmee zum Schutz der Provinz Suiyuan. Zusätzlich wurde das 1. Kavalleriekorps unter General Chiao Cheng-shou nach Chahar geschickt, um die mit den Japanern verbündeten mongolischen Streitkräfte unter Prinz Teh Wang zu neutralisieren.
Die japanischen Chahar-Expeditionstruppen unter General Hideki Tōjō, dem Stabschef der Kwantung-Armee führten den Vorstoß in die Innere Mongolei. Eine zweite Gruppe, die Peiping (Peking)-Armee (ab 31. August in 1. Armee umbenannt) unter Generalleutnant Katsuki Kiyoshi, operierte im Bereich der Chinesischen Mauer.

## Ablauf

### Verlauf

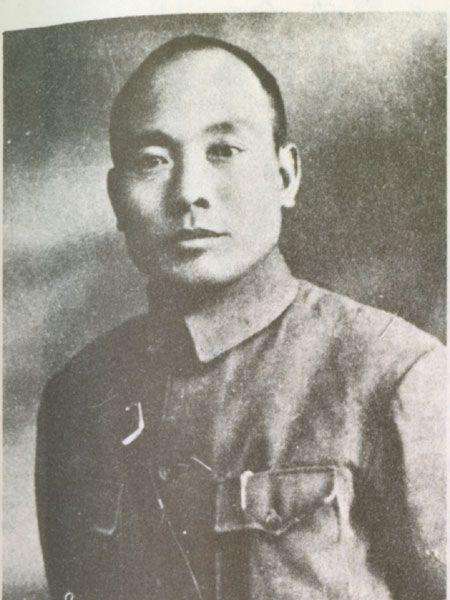
Tang Enbo

Nach dem Verlust Pekings nahm das chinesische 13. Korps (4. und 89. Division) Positionen entlang der Eisenbahnlinie Peking-Suiyuan zwischen Nankou und dem Juyongguan-Pass ein. Das Generalkommando des 17. Korps stationierte seine 84. Division in Chihcheng, Yanqing und Lungkuan und deckte die Flanke des im Raum Nankou konzentrierten 13. Korps. Die 21. Division wurde bei Huailai an der Eisenbahnlinie hinter den Streitkräften von Tang Enbo eingesetzt. Das 1. Kavalleriekorps (unter Chiao Cheng-shou), die 143. Division (unter Liu Ju-ming) und zwei unabhängige Brigaden begannen einen Angriff auf mongolische Streitkräfte im Norden von Chahar.
Am 8. August begann die japanische 11. kombinierte Brigade unter General Shigiyasu Suzuki ihren Angriff auf die linke Flanke der Position des 13. Korps in Nankou und führte drei Tage lang hartnäckige Kämpfe mit den Chinesen. Ein neuer japanischer Angriff am 11. August, unterstützt von Panzern und Flugzeugen, nahm die Bahnstation von Nankou ein, worauf die Brigade von General Suzuki zum Juyong-Pass vorrücken konnte.
In diesen Tagen befahl Chiang Kai-shek die Formierung der chinesischen 14. Armeegruppe (10., 83. und 85. Division) unter dem Oberbefehl von General Wei Lihuang. Als deren Einheiten mit der Bahn von Yingchia-chuang nach Yi Hsien ankamen, wurden diese Einheiten zur Unterstützung der Streitkräfte von Tang Enbo in einem zehntägigen Marsch über die Ebenen westlich von Peiping geschickt. Am 12. August griffen die Truppen Tang Enbos an, umzingelten die japanische Vorhut und unterbrachen deren Versorgung und Kommunikation. Am 14. August wurde die japanische 5. Division unter Seishirō Itagaki zur Hilfe der 11. unabhängigen gemischten Brigade nach Juyongguan entsandt.
Die chinesische 1. Armee griff derweil die japanischen Streitkräfte bei Liangxiang und Chaili zur Ablenkung an und sandte eine Division zum Heilung-Pass, um den Vormarsch der 14. Heeresgruppe zu decken. Nach den Daten japanischer Kriegskarten erreichten diese Streitkräfte das zugewiesene Gebiet erst Mitte September, also viel zu spät, um ihr Ziel zu erreichen.
Am 26. August wurde den Streitkräften von General Tang Enbo befohlen, in Richtung Sangchien zurückzuweichen, während die Truppen von Liu Ju-ming Weisung erhielten, sich auf das andere Ufer des Hsiang-Yang-Flusses zurückzuziehen. Nach chinesischem Bericht zog sich das chinesische 17. Korps nach der Abwehr des japanischen Angriffs zurück, um sich dem ausgebrochenen Rest der Streitkräfte von Tang Enbo am anderen Ufer des Sangchien-Flusses zu vereinigen. Kalgan fiel am 27. August an die verfolgenden Japaner. Nachdem die 200. und 211. Brigade der 7. Armee (General Fu Zuoyi) bei einem Gegenangriff zur Rückeroberung von Kalgan gescheitert waren, gingen die chinesischen Truppenteile nach Westen zurück, um die Eisenbahnlinie nach Suiyuan und die Infrastruktur im Raum Chaikoupao vor japanischen Angriffen zu schützen.                                     

### Ausgang
Die eigentliche Chahar-Operation dauerte etwas mehr als zwei Wochen, das wechselhafte Unternehmen verlief für die japanische Seite erfolgreich und wurde in einer zweiten Phase bis zum 17. Oktober 1937 fortgesetzt. Auf chinesischer Seite wurden über 60.000 Mann eingesetzt, die Japaner setzten etwa 70.000 Soldaten ein. Die chinesische Armee hatte Gesamtverluste von ca. 29.400 Mann. Nach japanischen Quellen hatte allein die 5. Division 1431 Tote, die gesamten japanischen Verluste werden demnach auf ca. 10.000 Soldaten geschätzt.            